# Stefanie Wolf
Stefanie Wolf (* 6. April 1955 in Rostock) ist eine deutsche Politikerin (LDPD, FDP).

## Leben
Stefanie Wolf arbeitete nach ihrem Abitur als Facharbeiterin für Rinderzucht an der Betriebsberufsschule Velgast und studierte Tierzucht an der Universität Rostock. Das Studium schloss sie als Diplom-Agraringenieurin ab. Danach arbeitete sie als wissenschaftlich-technische Mitarbeiterin im Forschungszentrum Dummerstorf und dann bis 1984 als Instrukteurin für Rinderzucht in der Tierzuchtinspektion Rostock. 
Stefanie Wolf ist evangelisch, verheiratet und Mutter eines Sohnes.

## Politik
Stefanie Wolf war in der DDR seit Dezember 1978 Mitglied der Blockpartei LDPD. Von 1984 bis 1986 war sie Sachbearbeiterin im Bezirksvorstand der LDPD, 1986 bis 1990 hauptamtliche Bürgermeisterin von Lieblingshof, Kreis Rostock. Nach den ersten freien Kommunalwahlen im Mai 1990 wurde sie stellvertretende Landrätin im Landkreis Rostock mit den Dezernaten Landwirtschaft, Umweltschutz und Wasserwirtschaft. Mit der Fusion von LDPD und FDP wurde sie 1990 Mitglied der FDP. In der FDP wurde sie Ortsvorsitzende Dummerstorf, Europabeauftragte des Landesverbandes und stellvertretende Bundesvorsitzende der „Liberalen Frauen e.V.“. 
Bei der Landtagswahl in Mecklenburg-Vorpommern 1990 wurde Wolf über die Landesliste der FDP in den Landtag Mecklenburg-Vorpommern gewählt. Im Landtag war sie stellvertretende Vorsitzende der FDP-Fraktion und 2. Vizepräsidentin des Landtags.
Von 1993 bis 1996 war sie Mitglied des Kuratoriums der Friedrich-Naumann-Stiftung.
Seit dem 13. April 2018 ist sie Präses der Synode des Evangelisch-Lutherischen Kirchenkreises Mecklenburg.